# Upper Humber River
Upper Humber River är ett vattendrag i Kanada.   Det ligger i provinsen Newfoundland och Labrador, i den östra delen av landet, 1 400 km öster om huvudstaden Ottawa.
I omgivningarna runt Upper Humber River växer i huvudsak blandskog. Runt Upper Humber River är det glesbefolkat, med 8 invånare per kvadratkilometer.